# Abraham Davel
Jean Daniel Abraham Davel, dit le major Davel (20 octobre 1670, à Morrens - 24 avril 1723, Vidy) est un soldat et patriote vaudois. Sa famille, d'origine lombarde, acquit la bourgeoisie de Riex en 1564 et celle de Cully en 1577[réf. souhaitée].

## Biographie
Fils de pasteur, Abraham Davel est né le 20 octobre 1670 à Morrens. Après des études à Lausanne, il devient notaire public à Cully en 1688, petite ville de Lavaux proche de Lausanne, puis commissaire arpenteur. En 1692, il commence sa carrière militaire au service du prince Eugène de Savoie puis de John Churchill, duc de Marlborough. Il participe aux côtés des Bernois à la deuxième bataille de Villmergen de 1712.
Après la victoire de l'alliance protestante, il est nommé major et reçoit une rente à vie. Il s'établit dans le Pays de Vaud où il reprend une charge judiciaire. En 1717, il est nommé par les Bernois à la tête du commandement des milices vaudoises de l'arrondissement de Lavaux.

### Tentative révolutionnaire
Alors que les Vaudois se montrent réticents à l'introduction du Consensus helvétique, des visions mystiques enjoignent à Davel de libérer sa patrie du pouvoir bernois.
Le 25 mars 1723, il convoque ses troupes pour une revue près de Puidoux. Le 31 mars 1723, il appelle ses troupes sur la place d’Armes de Cully. Le même jour, il entre dans Lausanne accompagné de 600 soldats réunis pour une inspection, à un moment où les baillis bernois sont absents,.
Là, il rassemble le conseil municipal et lui présente un manifeste, par lequel il reproche de nombreux abus au gouvernement de Berne. Il rend alors public son plan visant à l'autonomie du Pays de Vaud. Il veut la « pleine, entière et assurée délivrance de la domination de Berne ». Le Conseil municipal feint l'intérêt face à ces doléances, mais adresse dans le même temps un rapport secret immédiat à Berne.
Davel est arrêté le 1er avril par les autorités lausannoises. Lors de son arrestation, il déclare « Je vois bien que je serai la victime de cette affaire ; mais n'importe ! Il en reviendra quelque avantage à ma patrie ».
Leurs Excellences de Berne veulent savoir qui sont ses complices. Même sous la torture, il maintiendra que son entreprise lui a été suggérée directement par Dieu et qu'il n'a pas de complice. Il décrit sa tentative comme « La plus belle action de sa vie ». Il est condamné à mort par le tribunal (lausannois) des bourgeois et citoyens. Le 24 avril, au gibet de gibet de Lausanne, il prend la parole devant la foule avant d'être décapité.
En 1725, on retrouva sa tête tranchée conservée dans du formol chez un apothicaire de Lausanne. Leurs Excellences de Berne la font brûler.

### Postérité

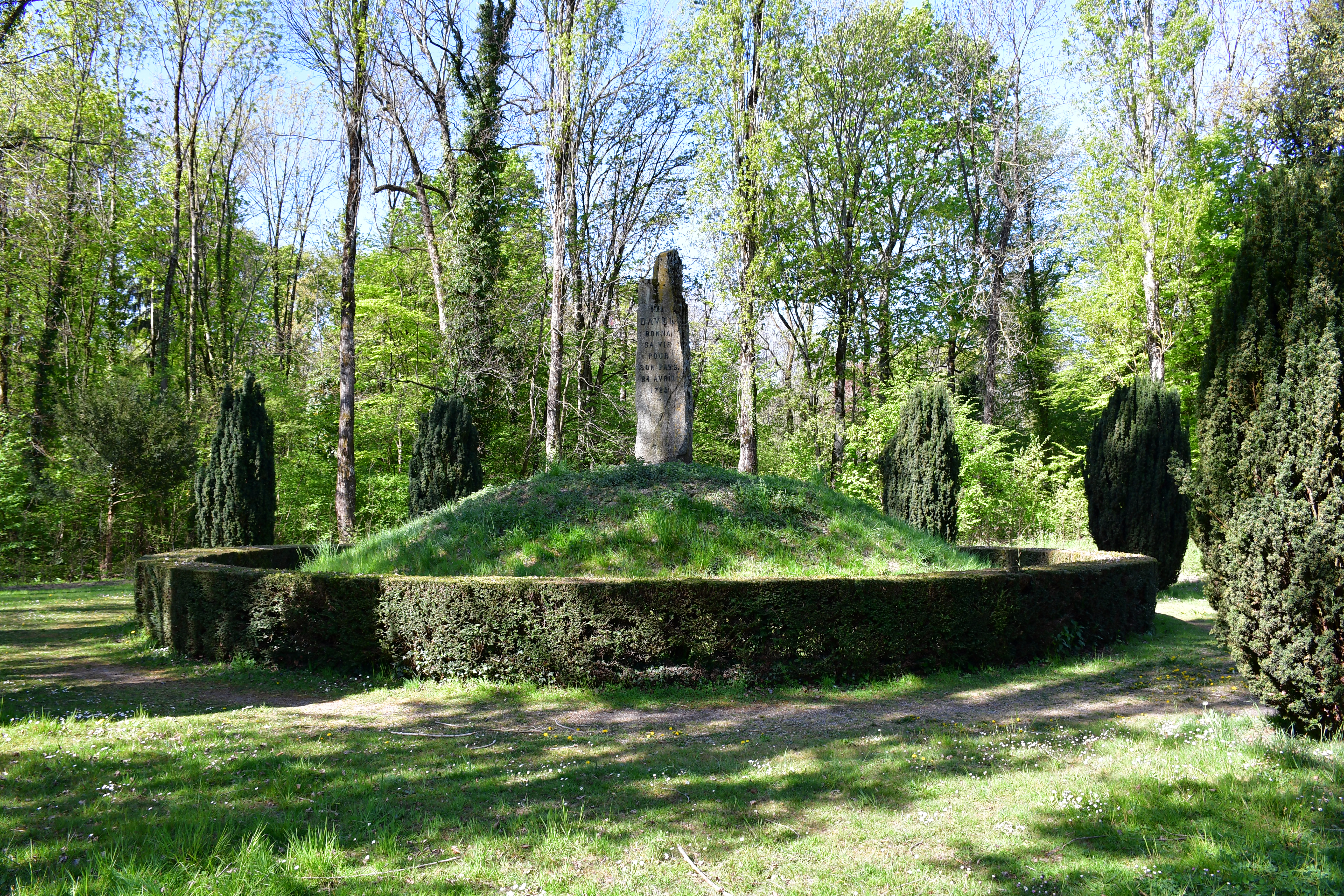
Mémorial, au lieu de son exécution, dans le parc Louis-Bourget de Vidy.

Leurs Excellences de Berne s'employèrent à faire passer le séditieux pour fou, en traquant de manière obsessionnelle les copies du Manifeste dans lequel Davel dresse un véritable réquisitoire contre l'autorité bernoise . Dans les faits, elles ne purent pas empêcher une audience internationale de l'affaire, en particulier dans les cours protestantes et le bouche-à-oreille de garder vivace la tentative de la rébellion de Davel. Cité furtivement en 1798, et tu en 1803 en raison de son caractère clivant pour les relations confédérales du nouveau canton de Vaud, Davel ne devient le symbole de la devise du drapeau vaudois "Liberté et Patrie" qu'après la révolution libérale de décembre 1830. Une plaque est apposée dans la cathédrale en 1839, grâce à la générosité de Frédéric-César de La Harpe ; et un obélisque est érigé à Cully en 1841. Dès lors, il est le héros exclusif des Vaudois, se chargeant au fil du temps de nouvelles valeurs (soldat chrétien, figure pacificatrice, archétype du Vaudois, résistant plutôt que rebelle).
En 1842, Juste Olivier publie une biographie intitulée Le major Davel. Dès 1845, des pièces de théâtre lui rendent hommage.
Exécutant le testament de Marc-Louis Arlaud, le gouvernement cantonal commande un tableau en 1846 à Charles Gleyre, peintre vaudois installé à Paris. Cette œuvre magistrale (avec le visage de Juste Olivier), exposée au palais de Rumine à Lausanne, sera détruite par le feu en raison d'un acte de vandalisme commis par un inconnu dans la nuit du 24 août 1980.
En 1892, un bateau à vapeur de la Compagnie générale de navigation sur le lac Léman est baptisé Major Davel. En 1898, une sculpture est inaugurée, contre la face sud du Château Saint-Maire. En 1899, un monument est érigé dans le parc Louis-Bourget, à l'endroit même où se dressait jadis le gibet. Il porte l'inscription suivante : « Ici Davel donna sa vie pour son pays. 24 avril 1723 ».
En 1923, le parlement vaudois célèbre le bicentenaire de sa mort, le Conseil fédéral assiste au spectacle Davel en mai (de René Morax et Gustave Doret, au Théâtre du Jorat) et Charles Ferdinand Ramuz prononce un discours le 24 avril à Cully. En 1932, Charles Clément lui consacre l'un des vitraux qu'il réalise pour la cathédrale de Lausanne, offert par les Anciens de la société suisse d'étudiants Helvétia. En 1988, Michel Bühler réalise une tournée avec son spectacle Le retour du major Davel.
Aujourd'hui, la section vaudoise de la société suisse d'étudiants de Zofingue commémore tous les 24 avril le sacrifice du Major Davel par une marche retraçant son parcours le même jour de 1723, partant du château Saint-Maire de Lausanne et menant jusqu'au monument de Vidy, endroit où il fut exécuté.

## Peintures et monuments

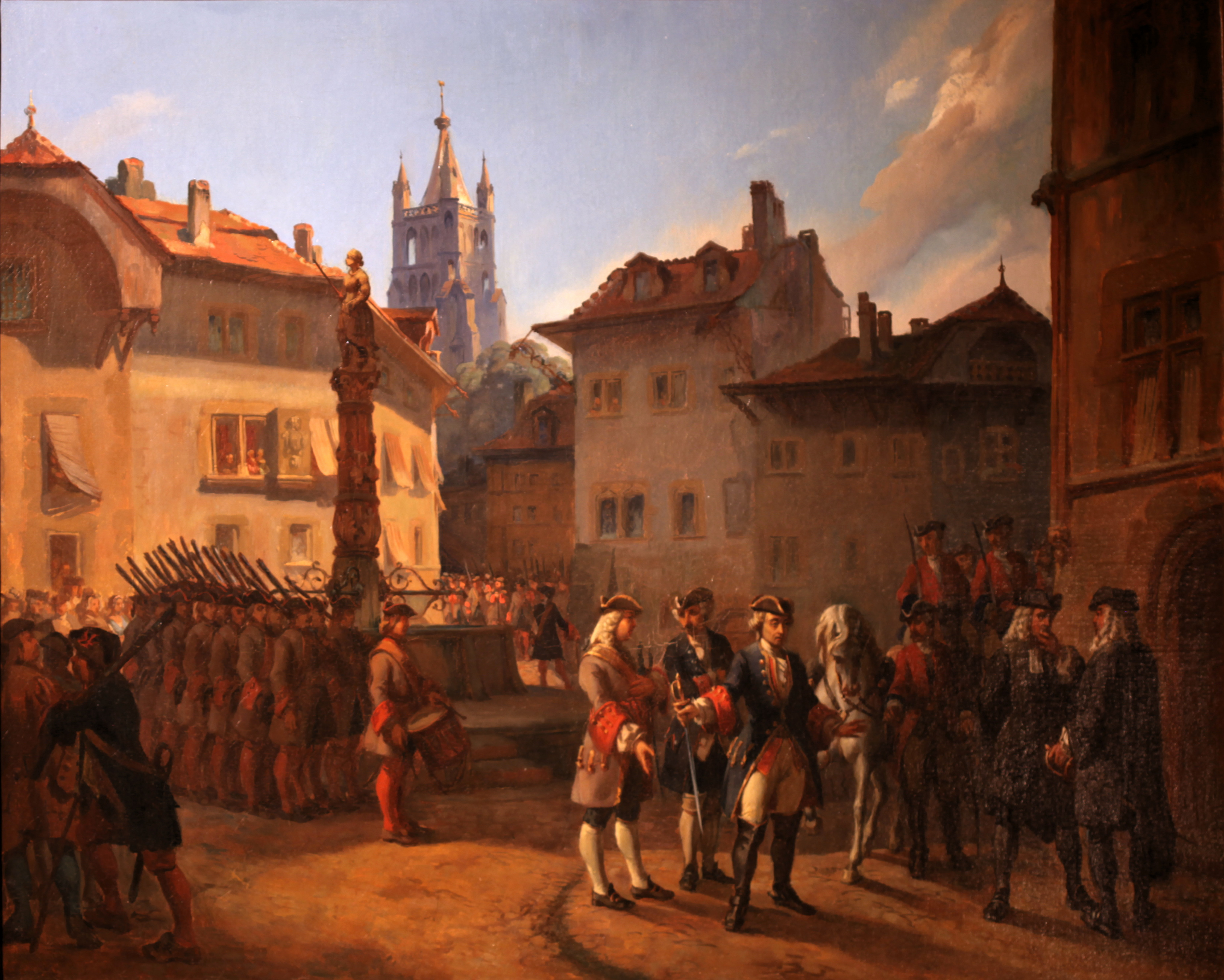
L'Arrestation du major Davel, par François Bonnet (vers 1850).
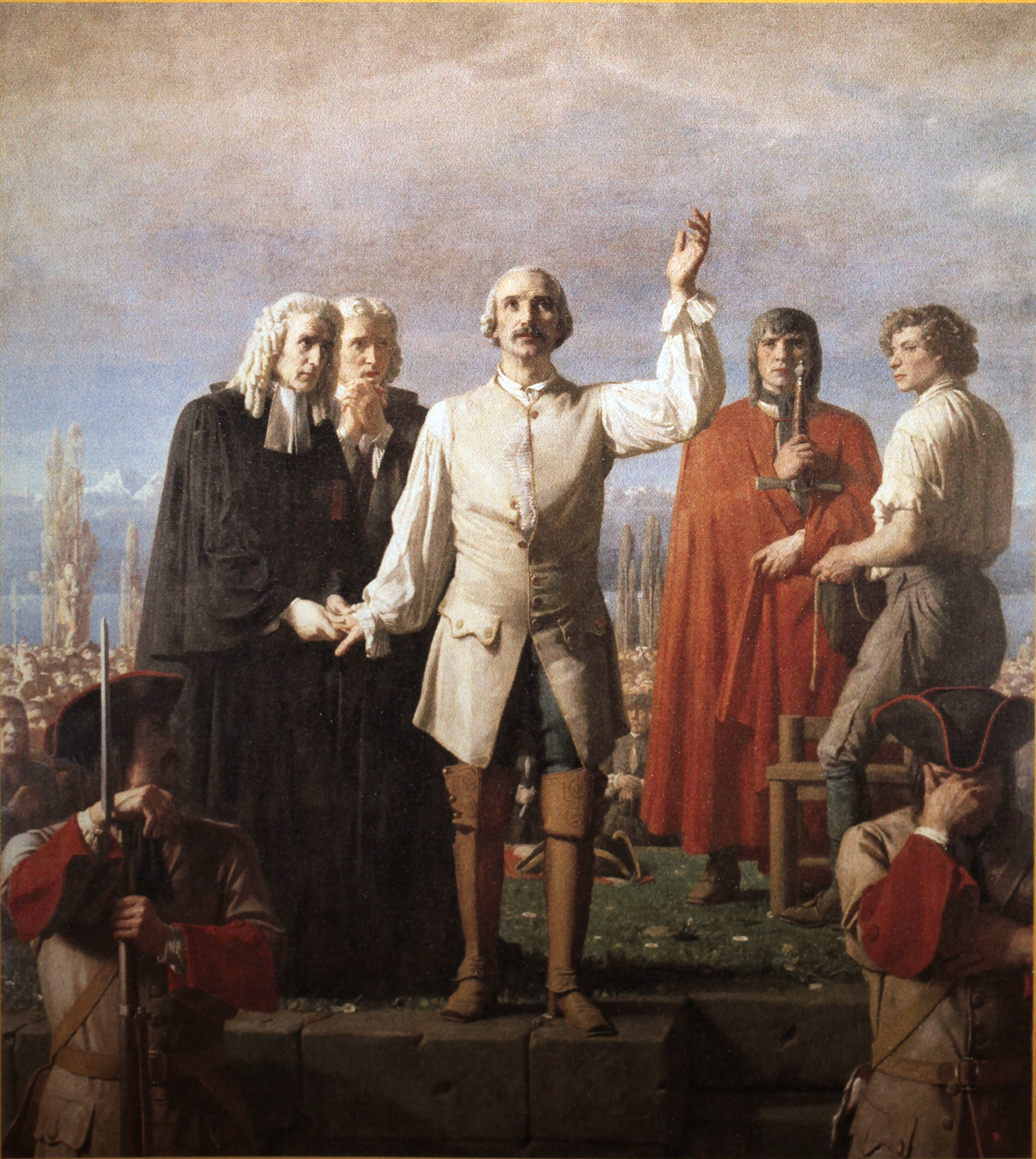
L'exécution du major Davel, par Charles Gleyre (1850).
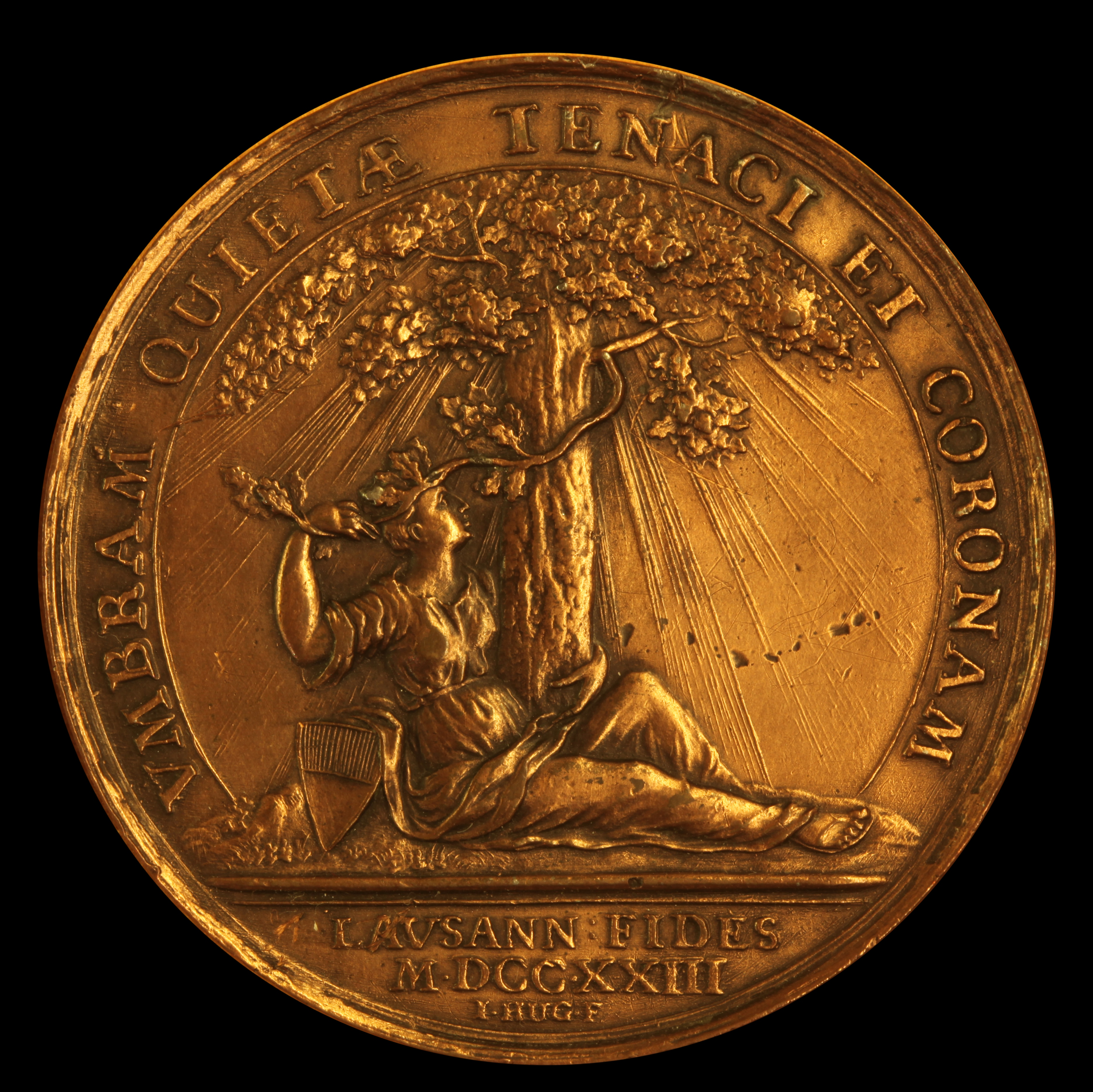
Médaille bernoise remerciant les autorités lausannoises de l’arrestation de Davel.
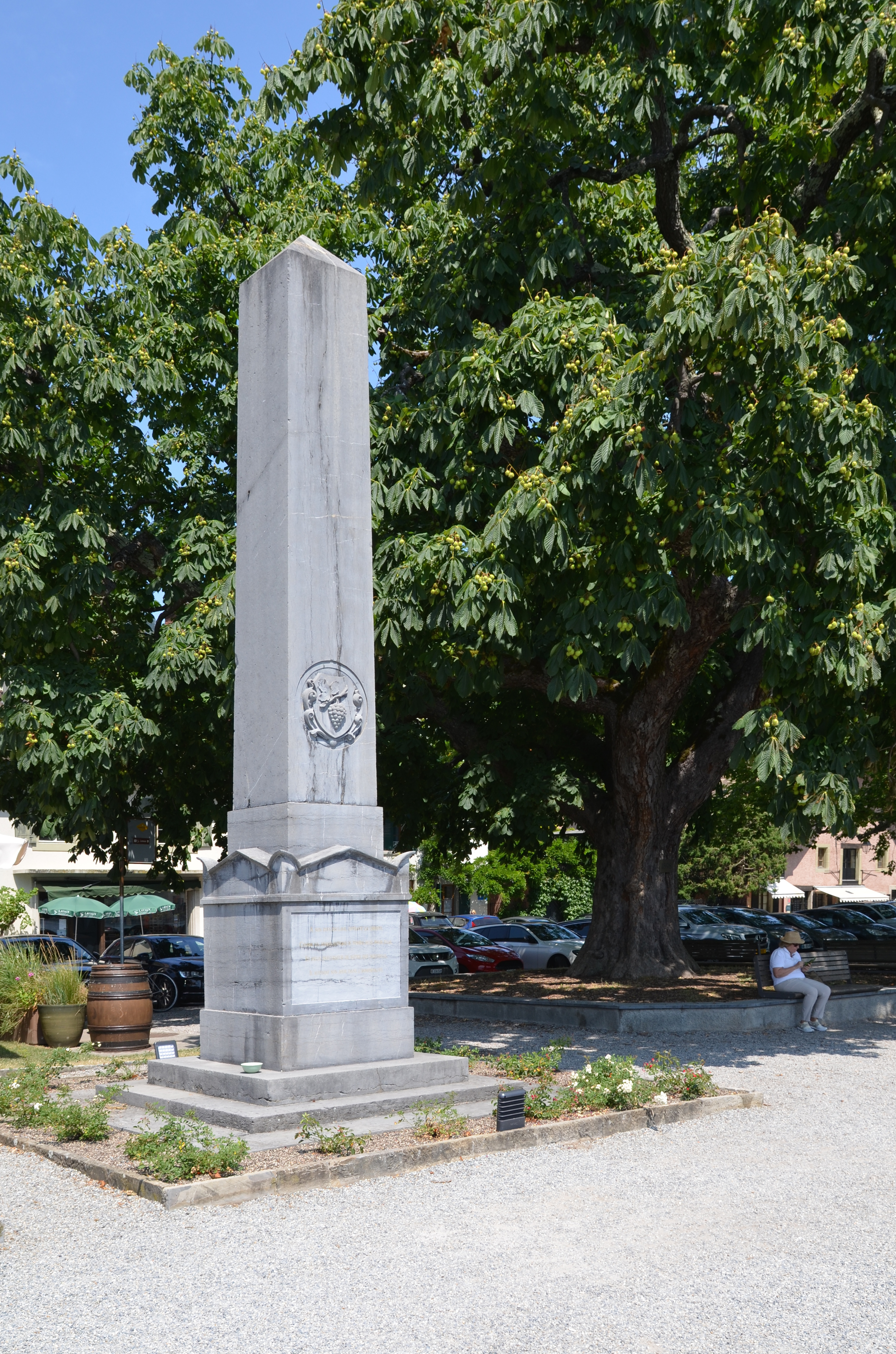
Monument érigé en 1841 à Cully.
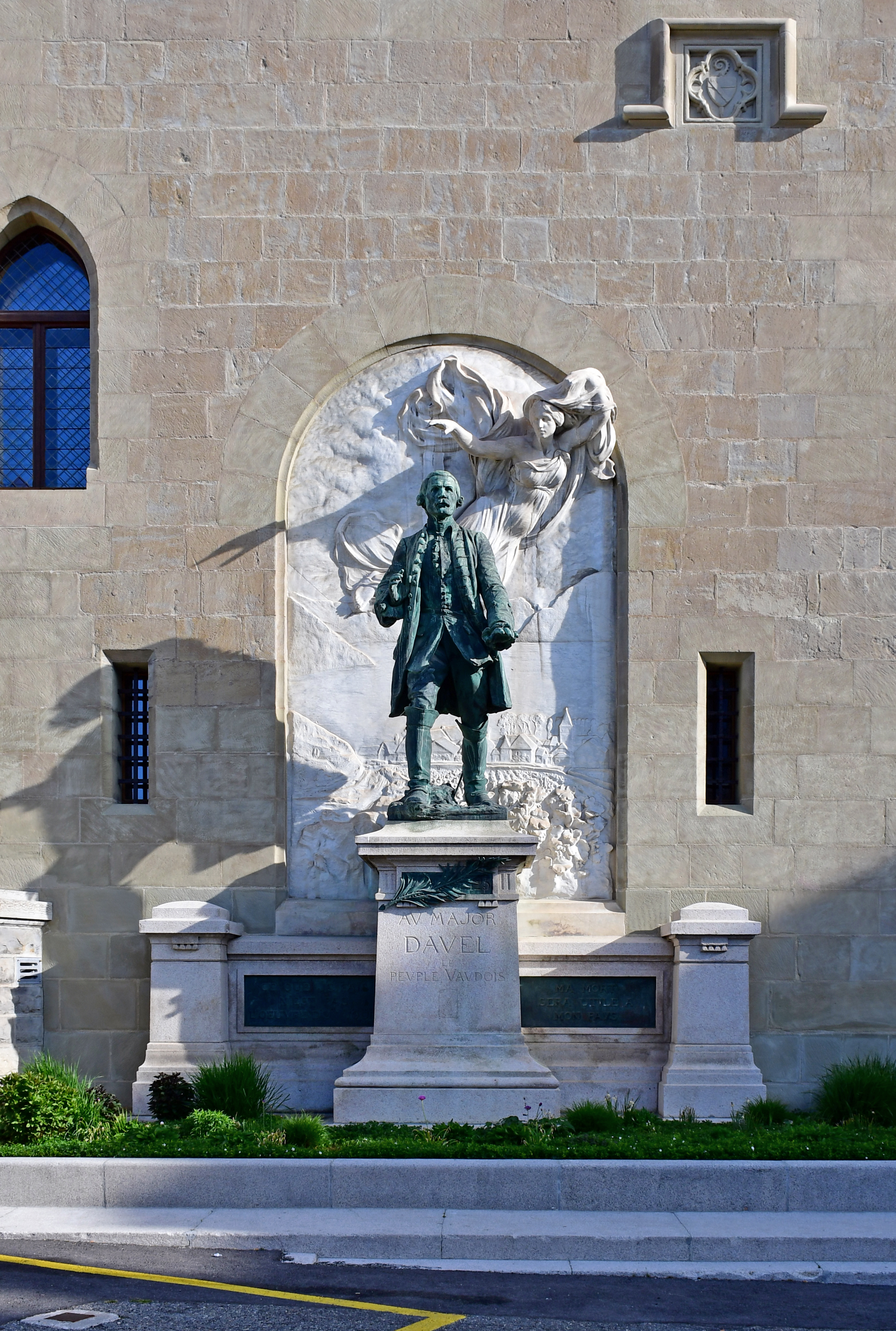
Monument contre la face sud du Château Saint-Maire.
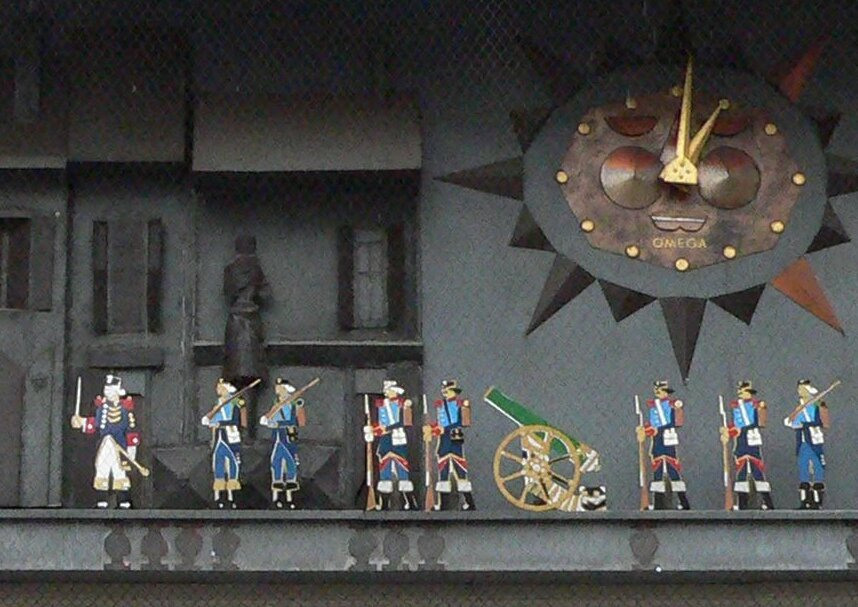
L'horloge de la Place de la Palud (à Lausanne) montre le major à la tête de ses troupes.
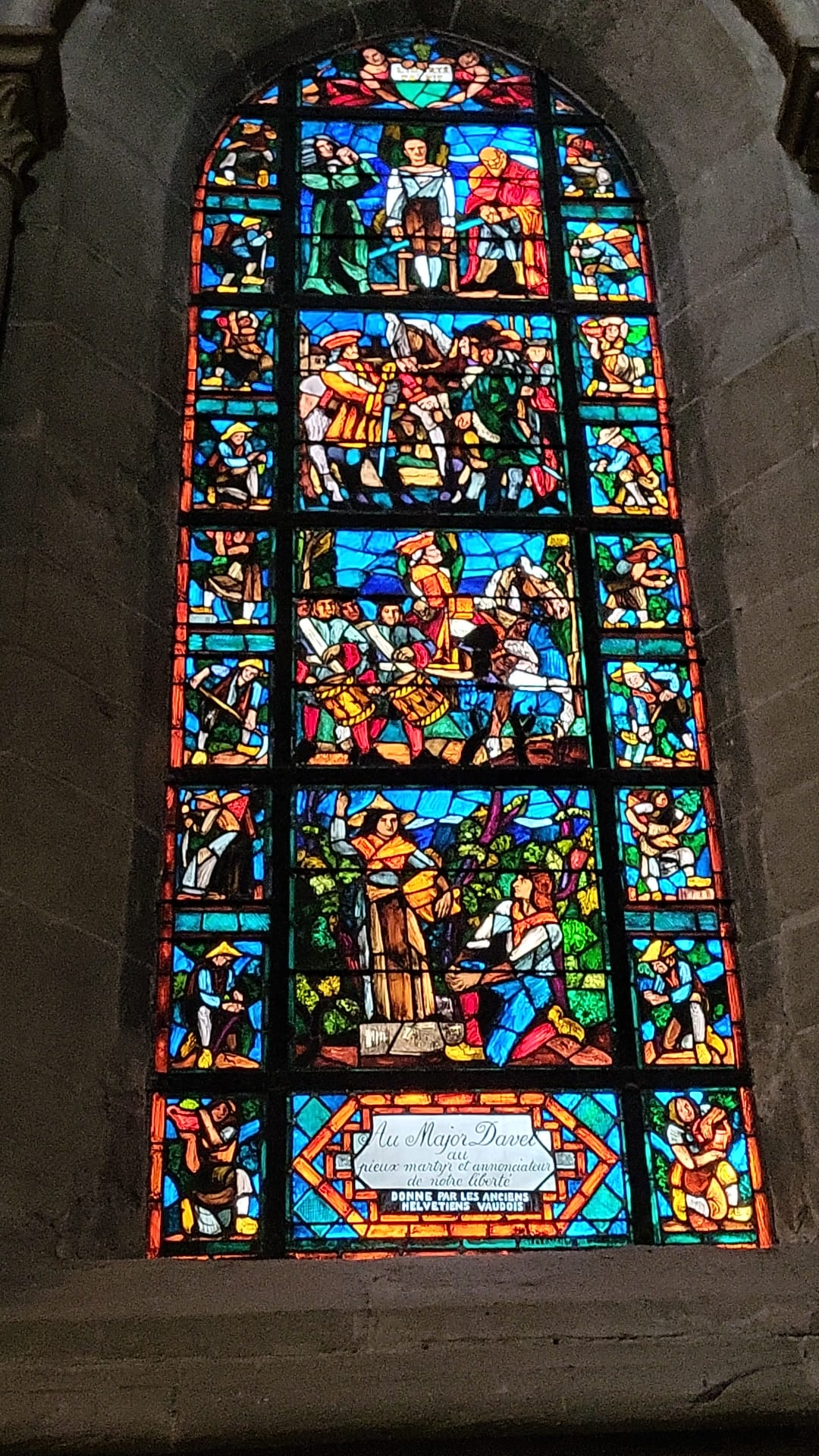
Vitrail de Charles Clément dédié au Major Davel dans la Cathédrale de Lausanne.

### Archives
- Fonds : Jean-Abram-Daniel Davel (1723 - 1943) [0,25 mètre linéaire].  Cote : CH-000053-1 P Davel. Archives cantonales vaudoises (présentation en ligne).